# Димитрије Пивнички
Димитрије Пивнички (Нови Бечеј, 12. новембар 1918 — Монтреал, 7. март 2007) био је српски неуропсихијатар.

## Биографија
Димитрије Пивнички рођен је 12. новембра 1918. године у Новом Бечеју. Његов отац је имао успешну адвокатску праксу и, у складу са жељама његове породице, постао је дипломирани правник 1941. године. Након тога одлази у Мађарску на студије медицине. Када се на крају рата вратио у Нови Бечеј, отац му је умро, очеве адвокатске канцеларије су напуштене, а земљиште његове породице национализовано je од стране комунистa. Регрутован је у војни санитет и тамо је радио осамнаест месеци. Године 1949. школовао се за психијатра и завршио студије медицине на Универзитету у Београду. По дипломирању, послат је да ради на две године у Општој болници у Мостару, на одсеку интерне медицине. Године 1951. преселио се у Сарајево да студира и бави се неуропсихијатријом, проучавањем менталних болести кроз нервни систем. 6. септембра 1952. оженио се Богданком Бобом Илић. Њихово прво дете, Милица, рођено је у Сарајеву 1953. године. Њихов син Јован (Џон) рођен је 1957. године.
Др Пивнички, верник Српске православне цркве, био је дубоко религиозан човек, који је своју веру у тајности практиковао у СФР Југославији. Године 1956, са планом да заобиђе строга правила о изласку и да своју породицу извуче из земље, др Пивнички је преузео позицију истраживачке стипендије на Меморијалном институту Ален за психијатрију у болници Ројал Викторија у Монтреалу. Године 1958. његова породица је емигрирала у Канаду и придружила му се у Монтреалу. 1961. године родило им се треће дете Ивана. Године 1963. породица се преселила у њихов дом на Марлоу авенији у Нотр Дам де Грасу, где је др Пивнички живео до краја живота. Др Пивнички је своју каријеру провео у Меморијалном институту Ален, где је постао виши психијатар. Такође је био доцент психијатрије на Универзитету Макгил.
Др Пивнички је био члан Краљевског колеџа лекара Канаде и члан Америчког психијатријског удружења. У свом дому на авенији Марлоу, он је 45 година непрекидно забављао професоре, филозофе, лекаре, политичаре и адвокате. Био је интелектуалац са дубоким интересовањем за античку историју, језик и теологију. Почетком 1990. дијагностификован му је неоперабилни тумор на мозгу и примљен је на Неуролошки институт у Монтреалу, где је подвргнут операцији како би се смањио притисак на мозак. Опоравио се и вратио пракси до свог пензионисања 1996. године. Наставио је да пише и доприноси медицинским часописима и форумима до своје смрти. Водио је прикупљање средстава за куповину нове Српске православне цркве која се налази на Мелвил авенији у Вестмаунту. Много времена је посветио цркви као председник црквено-школске општине.
Преминуо је у среду 7. марта 2007. у свом дому у Нотр Дам де Грасу, у осамдесет деветој години. Сахрањен је у Монтреалу 13. марта исте године.